# Dominic Tan
Dominic Tan Jun Jin (Singapore, 12 marzo 1997) è un calciatore malaysiano, difensore del Sabah e della Nazionale malaysiana.

## Caratteristiche tecniche
È un difensore centrale.

## Carriera

### Club
Ha iniziato la propria carriera nella Singapore Sports School. Nel 2014 è passato alle giovanili dell'Harimau Muda. Nella stagione 2016 è passato allo Johor Darul Ta'zim II. Nella stagione successiva ha giocato in prima squadra, totalizzando una presenza in campionato. Il 27 gennaio 2018 si è trasferito in prestito al Vilaverdense, club portoghese. Nell'estate 2018 è rientrato allo Johor Darul Ta'zim. Nel luglio 2019 si è trasferito in prestito in Thailandia, al Police Tero. Il 23 dicembre 2019 il club thailandese lo ha acquistato a titolo definitivo. Il 1º dicembre 2021 è tornato in patria, trasferendosi al Sabah.

### Nazionale
Ha debuttato in Nazionale maggiore il 2 giugno 2019, nell'amichevole Malaysia-Nepal (2-0), subentrando ad Adam Nor Azlin al minuto 74. Ha partecipato, con la selezione malaysiana, alle edizioni 2020, 2022 e 2024 della AFF Cup e alla Coppa d'Asia 2023. È sceso in campo, inoltre, nelle qualificazioni ai Mondiali 2022 e 2026, oltre che nelle qualificazioni alla Coppa d'Asia 2023.

## Statistiche

### Cronologia presenze e reti in nazionale
Statistiche aggiornate al 15 dicembre 2024.

| Cronologia completa delle presenze e delle reti in nazionale ― Malaysia | Cronologia completa delle presenze e delle reti in nazionale ― Malaysia | Cronologia completa delle presenze e delle reti in nazionale ― Malaysia | Cronologia completa delle presenze e delle reti in nazionale ― Malaysia | Cronologia completa delle presenze e delle reti in nazionale ― Malaysia | Cronologia completa delle presenze e delle reti in nazionale ― Malaysia | Cronologia completa delle presenze e delle reti in nazionale ― Malaysia | Cronologia completa delle presenze e delle reti in nazionale ― Malaysia |
| Data                                                                    | Città                                                                   | In casa                                                                 | Risultato                                                               | Ospiti                                                                  | Competizione                                                            | Reti                                                                    | Note                                                                    |
| ----------------------------------------------------------------------- | ----------------------------------------------------------------------- | ----------------------------------------------------------------------- | ----------------------------------------------------------------------- | ----------------------------------------------------------------------- | ----------------------------------------------------------------------- | ----------------------------------------------------------------------- | ----------------------------------------------------------------------- |
| 2-6-2019                                                                | Kuala Lumpur                                                            | Malaysia                                                                | 2 – 0                                                                   | Nepal                                                                   | Amichevole                                                              | -                                                                       | 74’                                                                     |
| 5-10-2019                                                               | Kuala Lumpur                                                            | Malaysia                                                                | 6 – 0                                                                   | Sri Lanka                                                               | Amichevole                                                              | -                                                                       | 70’                                                                     |
| 23-5-2021                                                               | Dubai                                                                   | Kuwait                                                                  | 4 – 1                                                                   | Malaysia                                                                | Amichevole                                                              | -                                                                       | 46’                                                                     |
| 15-6-2021                                                               | Dubai                                                                   | Thailandia                                                              | 0 – 1                                                                   | Malaysia                                                                | Qual. Mondiali 2022                                                     | -                                                                       | 67’                                                                     |
| 9-10-2021                                                               | Amman                                                                   | Uzbekistan                                                              | 5 – 1                                                                   | Malaysia                                                                | Amichevole                                                              | -                                                                       | 70’                                                                     |
| 9-12-2021                                                               | Singapore                                                               | Malaysia                                                                | 4 – 0                                                                   | Laos                                                                    | AFF Cup 2020 - Gironi                                                   | -                                                                       | 66’                                                                     |
| 12-12-2021                                                              | Singapore                                                               | Vietnam                                                                 | 3 – 0                                                                   | Malaysia                                                                | AFF Cup 2020 - Gironi                                                   | -                                                                       | 24’                                                                     |
| 19-12-2021                                                              | Singapore                                                               | Malaysia                                                                | 1 – 4                                                                   | Indonesia                                                               | AFF Cup 2020 - Gironi                                                   | -                                                                       | 46’ 70’ 89’                                                             |
| 26-3-2022                                                               | Singapore                                                               | Singapore                                                               | 2 – 1                                                                   | Malaysia                                                                | Amichevole                                                              | -                                                                       | 82’                                                                     |
| 27-5-2022                                                               | Kuala Lumpur                                                            | Malaysia                                                                | 4 – 0                                                                   | Brunei                                                                  | Amichevole                                                              | -                                                                       | 46’                                                                     |
| 14-6-2022                                                               | Kuala Lumpur                                                            | Malaysia                                                                | 4 – 1                                                                   | Bangladesh                                                              | Qual. Coppa d'Asia 2023                                                 | -                                                                       | 86’                                                                     |
| 25-9-2022                                                               | Chiang Mai                                                              | Malaysia                                                                | 0 – 0 (0 - 3 dtr)                                                       | Tagikistan                                                              | Amichevole                                                              | -                                                                       | 73’                                                                     |
| 14-12-2022                                                              | Kuala Lumpur                                                            | Malaysia                                                                | 3 – 0                                                                   | Maldive                                                                 | Amichevole                                                              | -                                                                       | 70’                                                                     |
| 21-12-2022                                                              | Yangon                                                                  | Birmania                                                                | 0 – 1                                                                   | Malaysia                                                                | AFF Cup 2022 - Gironi                                                   | -                                                                       |                                                                         |
| 27-12-2022                                                              | Hanoi                                                                   | Vietnam                                                                 | 3 – 0                                                                   | Malaysia                                                                | AFF Cup 2022 - Gironi                                                   | -                                                                       | 42’ 68’                                                                 |
| 3-1-2023                                                                | Kuala Lumpur                                                            | Malaysia                                                                | 4 – 1                                                                   | Singapore                                                               | AFF Cup 2022 - Gironi                                                   | -                                                                       | 68’                                                                     |
| 7-1-2023                                                                | Kuala Lumpur                                                            | Malaysia                                                                | 1 – 0                                                                   | Thailandia                                                              | AFF Cup 2022 - Semifinali                                               | -                                                                       |                                                                         |
| 10-1-2023                                                               | Rangsit                                                                 | Thailandia                                                              | 3 – 0                                                                   | Malaysia                                                                | AFF Cup 2022 - Semifinali                                               | -                                                                       | 70’                                                                     |
| 23-3-2023                                                               | Iskandar Puteri                                                         | Malaysia                                                                | 1 – 0                                                                   | Turkmenistan                                                            | Amichevole                                                              | -                                                                       |                                                                         |
| 14-6-2023                                                               | Gong Badak                                                              | Malaysia                                                                | 4 – 1                                                                   | Isole Salomone                                                          | Amichevole                                                              | -                                                                       | 43’                                                                     |
| 20-6-2023                                                               | Gong Badak                                                              | Malaysia                                                                | 10 – 0                                                                  | Papua Nuova Guinea                                                      | Amichevole                                                              | -                                                                       | 61’                                                                     |
| 9-9-2023                                                                | Chengdu                                                                 | Cina                                                                    | 1 – 1                                                                   | Malaysia                                                                | Amichevole                                                              | -                                                                       | 68’                                                                     |
| 13-10-2023                                                              | Kuala Lumpur                                                            | Malaysia                                                                | 4 – 2                                                                   | India                                                                   | Amichevole                                                              | -                                                                       |                                                                         |
| 17-10-2023                                                              | Kuala Lumpur                                                            | Malaysia                                                                | 0 – 2                                                                   | Tagikistan                                                              | Amichevole                                                              | -                                                                       |                                                                         |
| 16-11-2023                                                              | Kuala Lumpur                                                            | Malaysia                                                                | 4 – 3                                                                   | Kirghizistan                                                            | Qual. Mondiali 2026                                                     | -                                                                       | 67’                                                                     |
| 8-1-2024                                                                | Doha                                                                    | Siria                                                                   | 2 – 2                                                                   | Malaysia                                                                | Amichevole                                                              | -                                                                       |                                                                         |
| 20-1-2024                                                               | Doha                                                                    | Bahrein                                                                 | 1 – 0                                                                   | Malaysia                                                                | Coppa d'Asia 2023 - Gironi                                              | -                                                                       |                                                                         |
| 25-1-2024                                                               | Al Wakrah                                                               | Corea del Sud                                                           | 3 – 3                                                                   | Malaysia                                                                | Coppa d'Asia 2023 - Gironi                                              | -                                                                       | 84’                                                                     |
| 21-3-2024                                                               | Mascate                                                                 | Oman                                                                    | 2 – 0                                                                   | Malaysia                                                                | Qual. Mondiali 2026                                                     | -                                                                       | 16’                                                                     |
| 26-3-2024                                                               | Kuala Lumpur                                                            | Malaysia                                                                | 0 – 2                                                                   | Oman                                                                    | Qual. Mondiali 2026                                                     | -                                                                       |                                                                         |
| 6-6-2024                                                                | Bishkek                                                                 | Kirghizistan                                                            | 1 – 1                                                                   | Malaysia                                                                | Qual. Mondiali 2026                                                     | -                                                                       |                                                                         |
| 11-6-2024                                                               | Kuala Lumpur                                                            | Malaysia                                                                | 3 – 1                                                                   | Taiwan                                                                  | Qual. Mondiali 2026                                                     | -                                                                       | 86’                                                                     |
| 4-9-2024                                                                | Kuala Lumpur                                                            | Malaysia                                                                | 2 – 1                                                                   | Filippine                                                               | Amichevole                                                              | -                                                                       | 83’                                                                     |
| 8-9-2024                                                                | Kuala Lumpur                                                            | Malaysia                                                                | 1 – 0                                                                   | Libano                                                                  | Amichevole                                                              | -                                                                       |                                                                         |
| 14-10-2024                                                              | Auckland                                                                | Nuova Zelanda                                                           | 4 – 0                                                                   | Malaysia                                                                | Amichevole                                                              | -                                                                       |                                                                         |
| 14-11-2024                                                              | Bangkok                                                                 | Laos                                                                    | 1 – 3                                                                   | Malaysia                                                                | Amichevole                                                              | -                                                                       |                                                                         |
| 8-12-2024                                                               | Phnom Penh                                                              | Cambogia                                                                | 2 – 2                                                                   | Malaysia                                                                | AFF Cup 2024 - Gironi                                                   | -                                                                       |                                                                         |
| 11-12-2024                                                              | Kuala Lumpur                                                            | Malaysia                                                                | 3 – 2                                                                   | Timor Est                                                               | AFF Cup 2024 - Gironi                                                   | -                                                                       |                                                                         |
| Totale                                                                  |                                                                         | Presenze                                                                | 38                                                                      |                                                                         | Reti                                                                    | 0                                                                       |                                                                         |

## Palmarès

### Club

#### Competizioni nazionali
- Liga Super: 1

Johor: 2017
- Coppa della Malaysia: 1

Johor: 2017